# Guangdong International Building
Le Guangdong International Building est un gratte-ciel de 63 étages construit en 1990 dans la ville de Guangzhou en Chine. Avec 200 mètres de hauteur, il est resté jusqu'en 1996 le plus haut immeuble de la ville. Il en est en 2015 le 19e.